# Tom & Jerry Kids
Tom & Jerry Kids é uma série de animação produzida pela Hanna-Barbera e Turner Entertainment, baseada nos desenhos animados de Tom e Jerry. Nesta série os dois são adaptados para aparências mais infantis similar ao que ocorreu em The Flintstone Kids, O Pequeno Scooby-Doo e Muppet Babies. Além deles também são exibidos desenhos protagonizados por outros personagens como Spike, Droopy, McWolf e Blast-Off Buzzard.
No Brasil, o desenho foi mais conhecido pelas suas reprises no SBT, por mais de 20 anos, onde foi exibido através dos programas Festolândia, Sessão Desenho, Bom Dia e Cia, Sábado Animado, Programa Sérgio Mallandro, A Hora Warner e Carrossel Animado, juntamente com os curtas clássicos. Foi também exibido nos canais pagos TNT, Cartoon Network, Boomerang e Tooncast.
Em Portugal, o desenho estreou na TVI em 1996. O Cartoon Network exibiu o desenho em 2001/2002, depois foi exibido pelo Boomerang em 2005/2008. 

## História
A série foi uma co-produção da Hanna-Barbera e da Turner Entertainment Co. (que tinha comprado a franquia Tom e Jerry da Metro-Goldwyn-Mayer em 1986). a controladora Turner Broadcasting System iria comprar os estúdios Hanna-Barbera no final de 1991, começando com a terceira temporada. Talvez as diferenças mais notáveis dos curtas clássicos são aparências e idade da dupla. Tom & Jerry Kids foi um dos últimos desenhos animados para as manhãs de sábado da Hanna-Barbera antes de deslocar o foco para a produção de programas especificamente para o Cartoon Network.

## Personagens
- Tom - Adaptado como um filhote ele continua a sofrer perseguindo o Jerry, embora muitas vezes aparente não ter motivos para capturá-lo já que sua dona não está presente nesta versão. Ele usa um boné vermelho com uma linha azul vertical no centro.
- Jerry - Também adaptado como um filhote, na maioria das vezes é o protagonista das histórias ou então vítima dos tormentos de Tom, mas em alguns casos também já foi antagonista. Ele usa uma gravata borboleta vermelha.
- Spike - Ao contrário de Tom e Jerry ele estranhamente permanece sendo adulto. Frequentemente é acompanhado de seu filho Tyke que muitas vezes chega a convencer o pai a fazer boas ações. Ele e Tyke tem seus próprios segmentos na série.
- Tyke - O filho de Spike que possui a mesma idade de Tom e Jerry filhotes. Ao contrário das animações anteriores nesta série Tyke fala e demonstra ser mais esperto que o seu pai.
- Droopy - Um cachorro cabisbaixo que também estrela seu próprio segmento. Nesta série ele tem um filho chamado Dripple extremamente idêntico ao pai e juntos eles resolvem casos frequentemente frustando os planos do criminoso McWolf. Ele também encanta a dama Sra. Vavoom mesmo com sua personalidade calma. Na dublagem antiga seu nome era Mingau.
- Dripple - O filho de Droopy. Praticamente uma cópia do pai, é calmo e fala pouco. Sempre ajuda seu pai a resolver os casos contra McWolf.
- McWolf ou McLobo - Um lobo criminoso que é o principal inimigo do Droopy. Ele sempre é atormentado pelo cão e se rende no final dos episódios.[4][5]Ele sente uma atração pela Sra. Vavoom, mas nunca consegue conquistá-la. Na dublagem antiga seu nome era Bocoió.
- Sra. Vavoom - Baseada na Red das animações clássicas do Droopy criadas por Tex Avery, ela é uma mulher humana com uma bela e sedutora aparência. Ela parece gostar do Droopy, mas não liga pras afeições do McWolf.
- Cal Calabouço - Um gato trapaceiro que trabalha como apresentador de diversos programas de tv. Muitas vezes ele tenta abusar de Tom para conseguir seu ibope.